# Une ravissante idiote (roman)
Une ravissante idiote est un roman d'espionnage humoristique français de Charles Exbrayat publié en 1962.

## Résumé
La couturière Pénélope Lighfeather, aussi ravissante qu'idiote, met le doigt dans un engrenage infernal quand elle se laisse séduire par un jeune espion qui vise à s'introduire chez un Lord pour mettre la main sur des documents de la plus haute importance.

## Éditions
- Librairie des Champs-Élysées, coll. « Le Masque. Espionnage », 2e série, no 5, 1962 (BNF 33001221) ;
- Librairie des Champs-Élysées, coll. « Club des Masques » no 114, 1974  (ISBN 2-7024-0093-0) ;
- Librairie des Champs-Élysées, coll. « Le Masque » no 1826, 1986  (ISBN 2-7024-1685-3) ; réimpression en 1989  (ISBN 2-7024-1975-5).

## Particularité du roman
Un des romans d'espionnage de Charles Exbrayat appartenant à sa veine humoristique. Selon Jacques Baudou, Exbrayat aborde « le genre par le biais de l'humour avec quelques jolies réussites, [notamment] Une ravissante idiote et Espion, où es-tu ? M'entends-tu ? ».

## Adaptation cinématographique
- 1964 : Une ravissante idiote, film français réalisé par Édouard Molinaro, adaptation libre du roman éponyme, avec Brigitte Bardot dans le rôle titre, Anthony Perkins, Grégoire Aslan et Jean-Marc Tennberg

## Source
- Jacques Baudou et Jean-Jacques Schleret, Le Vrai Visage du Masque, vol. 1, Paris, Futuropolis, 1984, 476 p. (OCLC 311506692), p. 182